# Humphreys (Misuri)
Humphreys es una villa ubicada en el condado de Sullivan en el estado estadounidense de Misuri. En el Censo de 2010 tenía una población de 118 habitantes y una densidad poblacional de 181,51 personas por km².

## Geografía
Humphreys se encuentra ubicada en las coordenadas 40°7′24″N 93°19′18″O / 40.12333, -93.32167. Según la Oficina del Censo de los Estados Unidos, Humphreys tiene una superficie total de 0.65 km², de la cual 0.64 km² corresponden a tierra firme y (0.8%) 0.01 km² es agua.

## Demografía
Según el censo de 2010, había 118 personas residiendo en Humphreys. La densidad de población era de 181,51 hab./km². De los 118 habitantes, Humphreys estaba compuesto por el 98.31% blancos, el 0% eran afroamericanos, el 0% eran amerindios, el 0% eran asiáticos, el 0% eran isleños del Pacífico, el 0% eran de otras razas y el 1.69% pertenecían a dos o más razas. Del total de la población el 0.85% eran hispanos o latinos de cualquier raza.